# Tiberius Cornelis Winkler

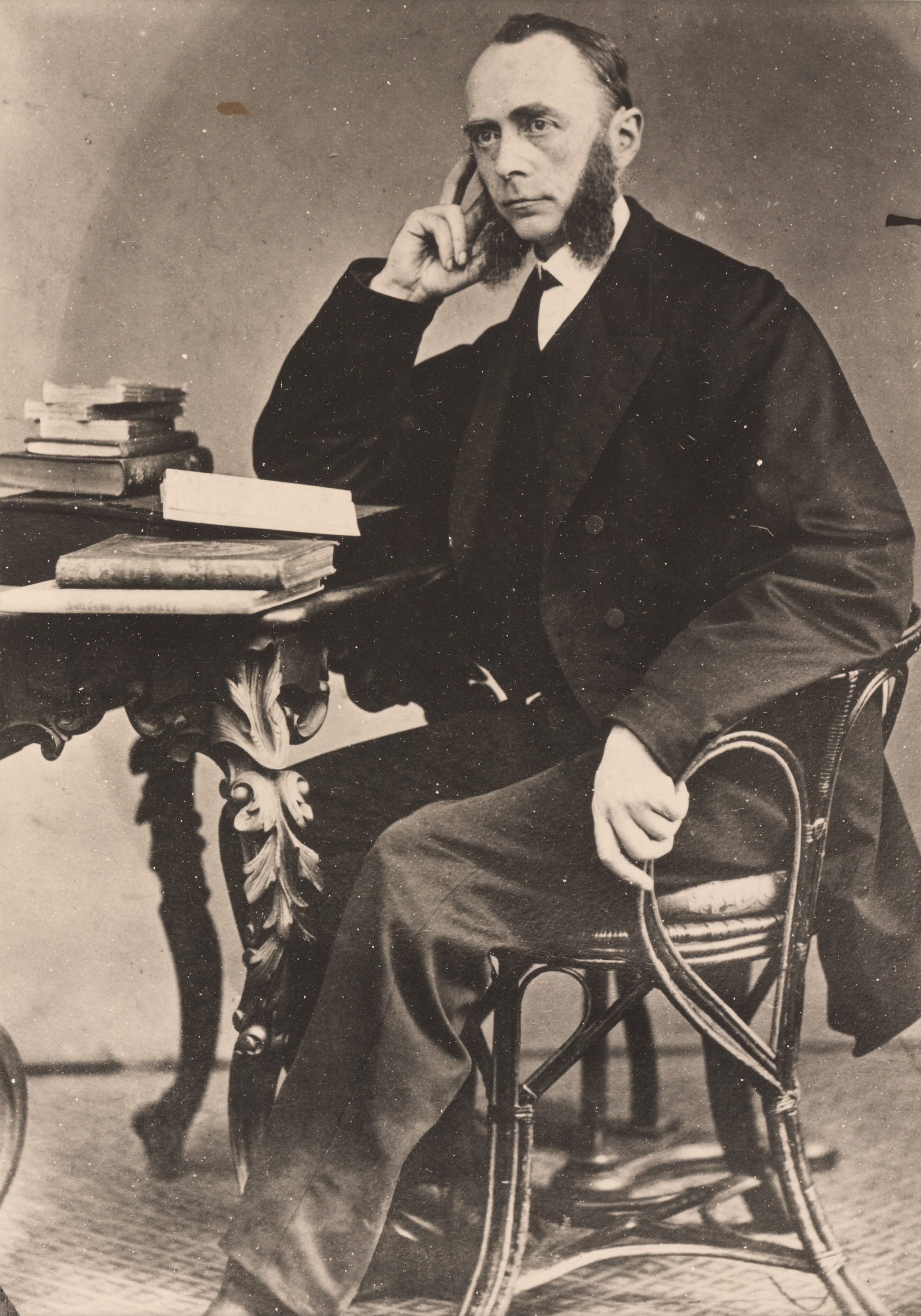
Tiberius Cornelis Winkler als conservator van Teylers Museum

Tiberius Cornelis Winkler (Leeuwarden, 28 mei 1822 - Haarlem, 18 juli 1897) was een Nederlands anatoom, zoöloog en natuuronderzoeker, en de tweede conservator van de geologie-, paleontologie- en mineralogie- afdelingen van Teylers Museum in Haarlem. Naast het vertalen van de eerste editie van Charles Darwins The Origin of Species (1860), schreef hij een groot aantal werken over popularisering van de wetenschap, vooral dan voor de biologie.

## Eerste levensjaren
Winkler werd geboren in 1822, in de Friese hoofdstad Leeuwarden. Daar bezocht hij de lagere school tot zijn 12e of 13e jaar. Zijn vader zorgde voor een opleiding tot graanhandelaar. Hij gebruikte zijn loon om zichzelf te onderwijzen in het Frans, Duits en Engels. Dit verlangen naar zelf-onderwijs en zelfdiscipline zou Winkler zijn hele leven karakteriseren. In 1864 ontving hij hiervoor academische waardering in de vorm van een eredoctoraat, dat hem door de Rijksuniversiteit Groningen werd toegekend.
Hij trouwde in 1844 en begon geneeskunde te studeren om chirurg worden. In 1850 verhuisde Winkler met zijn vrouw en vier kinderen naar Haarlem, om zijn opleiding te beginnen bij het plaatselijke chirurgencollege. Hij studeerde twee jaar later af en zette een praktijk op in Nieuwediep. Zijn eerste patiënt, een visser, klaagde dat hij gestoken was door een pieterman (vis met giftige stekels). Zijn studies brachten hem naar de bibliotheek van het Teylers Museum in Haarlem, en zijn daaropvolgende artikel over de pieterman in het populaire tijdschrift Album der Natuur vestigde zijn faam als een expert op het gebied van vissen.

## Bij Teylers
In het museum ontwikkelde hij ook een interesse voor de paleontologie en de geologie. De curator, professor Van Breda, benaderde hem om de fossiele vissen te beschrijven op basis van zijn eigen en de Teylers collectie. Winkler begon hieraan in het museum en zijn werk, naar behoren geprezen, werd gepubliceerd in de Verhandelingen van Teylers Tweede Genootschap in 1859. Dit werd gevolgd door verder werk over de vissen uit de Duitse Solnhofener kalksteen, en voltooiing van de catalogus van de fossiele-vissencollectie van het museum.
Van deze prestatie raakten de museumbestuurders dermate onder de indruk dat zij Winkler vroegen om hetzelfde te doen voor hun andere fossielen- en mineralencollecties. Een jaar later voltooide hij de catalogus, ondanks het feit dat hij in een onverwarmde kamer moest werken en tezelfdertijd moest doorgaan met zijn huisartsenpraktijk. In 1864 werd Winkler gevraagd om conservator van het paleontologische en mineralogische kabinet van Teylers te worden, een functie die hij behield tot zijn dood in 1897.
Hij zette zich onmiddellijk aan de slag om de gehele fossielencollectie van het Museum te catalogiseren, die op dat moment nog ongenummerd en vaak ongedocumenteerd was. Op advies van de prominente natuurhistoricus Pieter Harting uit Utrecht, paste hij een numeriek systeem toe waarin de fossielen werden verdeeld in perioden (Paleozoïcum, Mesozoïcum en Cenozoïcum) en gesorteerd van 'hoog' naar 'laag'. Uit dit systeem en de manier waarop Winkler het toepaste, bleek al de invloed van Darwins theorie van de evolutie.
Het voltooien van deze catalogus zou duren tot 1896. Tegen die tijd waren zes volumes en vijf supplementen gepubliceerd, die een totaal van 15.458 fossielen documenteerden. Winkler catalogiseerde ook de mineralencollectie van het museum.

## Publicaties
Winkler was zeer actief als popularisator van de wetenschap. Hij schreef meer dan honderd artikelen, velen van hen gericht op de educatie van het grote publiek, zoals hij zichzelf had opgeleid. Veel van deze werken verschenen in Album der Natuur.
Net zo belangrijk waren Winklers talrijke vertalingen van wetenschappelijke werken in het Nederlands. De beroemdste daarvan was Charles Darwins baanbrekende De oorsprong der soorten (1859), dat een jaar na de Engelse publicatie in het Nederlands verscheen. Winkler was ook een krachtige verdediger van de evolutietheorie, in die mate dat hij - in tegenstelling tot wat Darwin op dat tijdstip zelf aandurfde - de mens nadrukkelijk een plaats binnen de evolutie gaf.

## Bibliografie

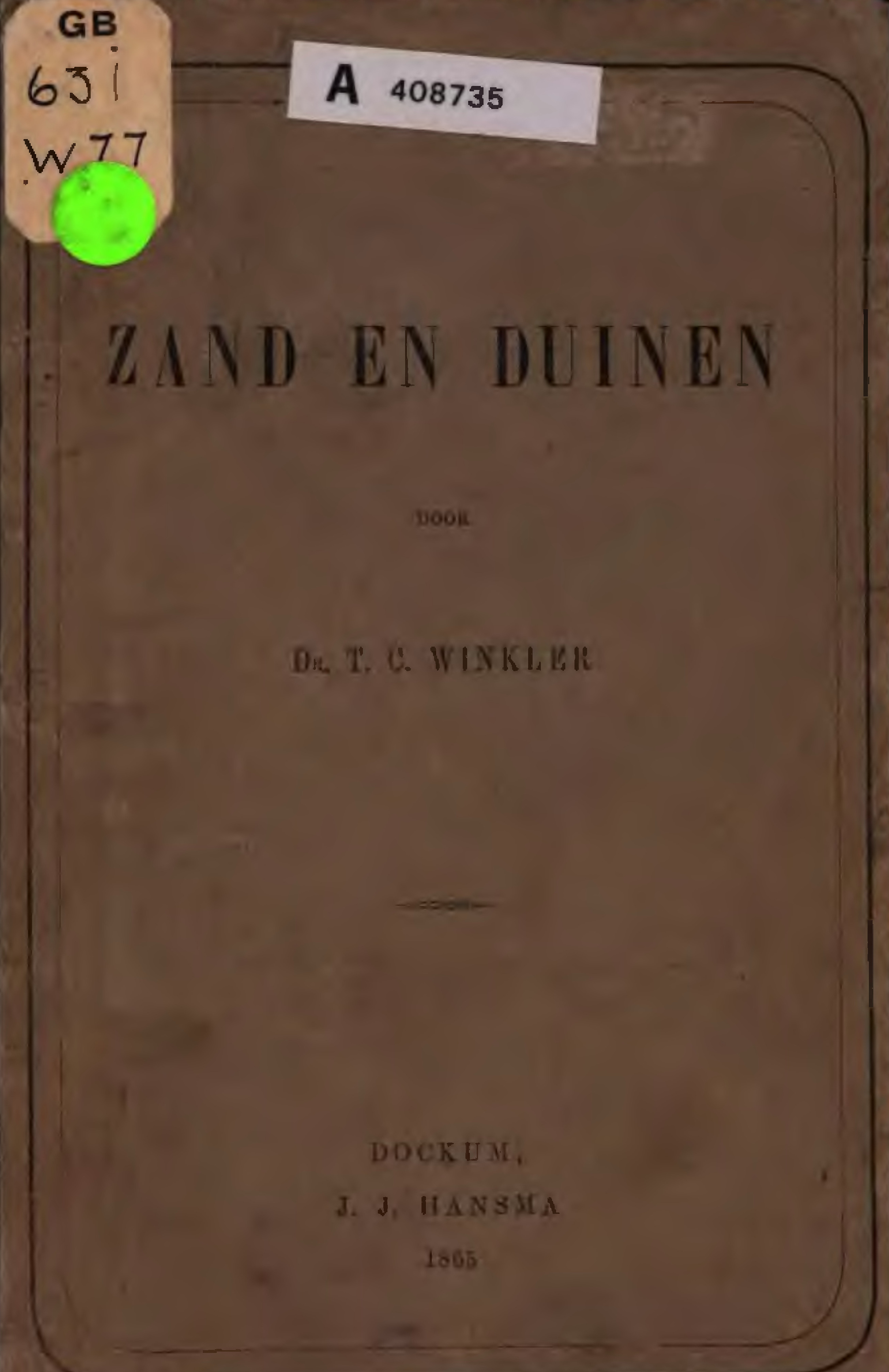
Omslag Zand en duinen, 1865

## Vertalingen
- 1859 - In het Noorden: schetsen uit het leven der natuur en der menschen in het noordelijk gedeelte der aarde. Sneek, Van Druten & Bleeker. Uit het Hoogduitsch van G. Hartwig vertaald
- 1859 - Een boek voor iedereen over spijzen en dranken, kleeding en huisraad, en honderde dingen die dagelijks gebruikt worden. Leiden, A.W. Sijthoff, 2e druk 1874. Naar het Engelsch bewerkt
- 1859 - De geologie voor beschaafde lezers bevattelijk behandeld. Leyden, Sythoff. Uit het Hoogduitsch vertaald
- 1860 - De aardbol. Eene natuurlijke geschiedenis der aarde en harer bewoners. Eerste deel; (Tweede deel). Te Leyden, Bij A.W. Sythoff. Naar het Hoogduitsch van G.H. Otto Volger
- 1860 - Het ontstaan der soorten van dieren en planten door middel van de natuurkeus, of, Het bewaard blijven van bevoorregte rassen in den strijd des levens. Eerste stuk; Tweede stuk. Haarlem, Kruseman. Vert. van: On the origin of species van Charles Darwin
- 1860-1861 - Visscherboekjes uitgegeven op last van het Collegie voor de Zeevisscherijen. Leiden, A.W. Sythoff. Bewerkt naar het Deensch van W. Heins. Dl. 1: Eenige opmerkingen over het behandelen en uitzetten der netten. Dl. 2: Over de oesterfokkerij, het aanleggen van oesterbanken en over zeesterren. Dl. 3: Over het visschen met den hoek. Dl. 4: Over de kabeljauwvangst met den hoek, het maken van levertraan, vischlijm etc. Dl. 5: Over het gebruik dat men van onverkoopbaren visch kan maken, over het aanfokken van mossels
- 1862 - Atlas der natuurlijke geschiedenis, voor scholen en huisgezinnen. Amsterdam, Loman jr. Bewerkt naar het Hoogduitsch van Traugott Bromme
- 1863 - Dingen, die niet iedereen weet, op bevattelijke wijze verklaard. Een boek voor oud en jong. Haarlem, erven F. Bohn. Grootendeels uit het Engelsch vertaald, doch ten behoeve van den Nederlandschen lezer aanmerkelijk gewijzigd
- 1863 - Handboek der geologie in verband met palaeontologie. Zalt-Bommel, Joh. Noman. Bewerkt naar Pages's advanced textbook
- 1864 - Drie vragen op het gebied der geologie: Van waar zijn wij gekomen? Waar zijn wij? Waar gaan wij heen?. Haarlem, Kruseman. Vertaling van: The philosophy of geology van David Page
- 1864 - De geologische bewijzen voor de oudheid van het menschelijk geslacht, en aanmerkingen op de leer van het ontstaan der soorten door verandering. Zalt-Bommel, Joh. Noman en Zoon. Vert. van: The geological evidences of the antiquity of man van Charles Lyell, 1863
- 1865 - Merkwaardigheden der natuur. Haarlem, F. Bohn. Oorspr. titel: Curiosities of science, past and present ...'van John Timbs, 1858. Grootendeels uit het Engelsch vertaald, doch ten behoeve van den Nederlandschen lezer gewijzigd en aangevuld
- 1866 - School-atlas voor de beoefening der natuurlijke geschiedenis. Leiden, Sijthoff. Vertaling van: Naturhistorischer Schulatlas van Carl Arendts. Tezamen met L.A.J. Burgersdijk en D.J. Coster
- 1874 - Een boek voor iedereen over spijzen en dranken, kleeding en huisraad, en honderde dingen die dagelijks gebruikt worden. Leiden, A.W. Sijthoff. Naar het Engelsch bewerkt, voor schoolgebruik bewerkt naar Het boek voor iedereen

## Overige activiteiten
Winkler was een actieve propagandist van het Volapük, een geconstrueerde taal uitgevonden door de katholieke priester Johann Martin Schleyer. Naast het werk bij Teylers bleef hij werken als arts, en werd medisch inspecteur voor de gemeente Haarlem.
De publicist Johan Winkler was zijn jongste broer.